# あそび (アルバム)
『あそび』は、いきものがかりの11枚目のオリジナル・アルバム。2025年4月30日に、Epic Records JapanよりCDとダウンロード販売でリリースされた。

## 収録内容
1. 彩り
  - 作詞・作曲：水野良樹／編曲：中野領太・田中ユウスケ

「小田急グループ」CMソング。
2. ドラマティックおいでよ
  - 作詞・作曲：水野良樹／編曲：横山裕章

2024年10月14日に、13枚目の配信限定シングルとしてリリースされている。
日本テレビ系ドラマ「若草物語～恋する姉妹と恋せぬ私～」主題歌。
3. 晴々！
  - 作詞・作曲：水野良樹／編曲：江口亮／弦編曲：江口亮・石塚徹

2024年7月17日に、36枚目のシングル（両Ａ面シングル）「晴々！／青のなかで」としてリリースされている。
テレビ東京系アニメ「天穂のサクナヒメ」オープニングテーマソング。
4. 会いたい
  - 作詞・作曲：水野良樹／編曲：世武裕子

2024年11月2日に、37枚目のシングルとしてリリースされている。
5. 自画像 meets あそび ゆう
  - 作詞：あそび ゆう／作曲：水野良樹／編曲：島田昌典

あそび ゆうとのコラボ楽曲。
6. 運命ちゃん
  - 作詞：水野良樹／作曲：水野良樹・蔦谷好位置／編曲：KOHD・蔦谷好位置

2024年4月7日に12枚目の配信限定シングルとして、同年5月22日に35枚目のシングルとしてリリースされている。
TBS・MBSテレビ系アニメ「夜桜さんちの大作戦」オープニングテーマソング。
7. あの日のこと meets 蓮見翔
  - 作詞：蓮見翔／作曲：水野良樹／編曲：小西遼

「ダウ90000」の蓮見翔とのコラボ楽曲。
8. 夕焼けが生まれる街 meets ハンバート ハンバート
  - 作詞・作曲：吉岡聖恵／編曲：佐藤良成

ハンバート ハンバートとのコラボ楽曲。
NHK「みんなのうた」2025年4～5月放送楽曲。
9. 青のなかで
  - 作詞・作曲：水野良樹／編曲：松本ジュン

2024年3月28日に11枚目の配信限定シングルとして、同年7月17日に36枚目のシングル（両Ａ面シングル）「晴々！／青のなかで」としてリリースされている。
アサヒ飲料株式会社　「三ツ矢サイダー」　CMソング。
10. Challenger
  - 作詞・作曲：水野良樹／編曲：田中ユウスケ／弦編曲：美央／管編曲：武嶋聡

36枚目のシングル（両Ａ面シングル）「晴々！／青のなかで」のカップリング曲。
テレビ朝日「スーパーＪチャンネル」番組テーマソング。
11. うきうきぱんだ meets fox capture plan
  - 作詞・作曲：水野良樹／編曲：fox capture plan

fox capture planとのコラボ楽曲。
12. 遠くへいけるよ meets 松下奈緒
  - 作詞・作曲：水野良樹／編曲：本間昭光

松下奈緒とのコラボ楽曲。
テレビ朝日「朝だ！生です旅サラダ」番組テーマソング。

【Bonus Track】
13. コイスルオトメ - From THE FIRST TAKE
  - 作詞・作曲：水野良樹／編曲：水野良樹・本間昭光

3枚目のシングル「コイスルオトメ」のTHE FIRST TAKE音源。
このTHE FIRST TAKEバージョンが、ゼクシィ「ありのままの、ふたりのままで。篇」CMソングになっている。
14. 気まぐれロマンティック - From THE FIRST TAKE
  - 作詞・作曲・編曲：水野良樹

12枚目のシングル「気まぐれロマンティック」のTHE FIRST TAKE音源。
35枚目のシングル「運命ちゃん」にも収録されている。

## 演奏
- いきものがかり
  - 吉岡聖恵：Vocal&Backing Vocal
  - 水野良樹：Guitar,Piano&Backing Vocal

01：彩り
Programming&All Other Instruments：中野領太・田中ユウスケ
Drums：神谷洵平
Bass：村田シゲ
Guitar：芳賀義彦
Strings：室屋光一郎ストリングス
Violin：室屋光一郎・徳永友美・小寺里奈・氏川恵美子・山本理紗・浮村恵梨子・入江茜・大槻桃斗
Viola：馬渕昌子・島岡智子
Cello：堀沢真己・水野由紀
02：ドラマティックおいでよ
Drums：伊吹文裕
Bass：安達貴史
Guitar：山本タカシ
Piccolo：羽鳥美紗紀
Flute：鈴木広志
Strings：美央ストリングス
Violin：岡村美央・伊能修・入江茜・杉野裕
Viola：二木美里・舘泉礼一
Acoustic Piano&All Other Instruments：横山裕章
03：晴々！
Drums：城戸ひろし
Bass：御供信弘
Guitar：設楽博臣
Acoustic Piano：皆川真人
Strings：徳永友美ストリングス
Violin：徳永友美・藤堂昌彦・伊能修・入江茜
Viola：榎戸崇浩・青木史子
Cello：堀沢真己・結城貴弘
04：会いたい
Acoustic Piano：世武裕子・水野良樹
Drums：江島啓一（サカナクション）
Strings：室屋光一郎ストリングス
Violin：室屋光一郎・小寺里奈
Viola：鈴村大樹・萩谷金太郎
Cello：水野由紀
Programming&All Other Instruments：世武裕子
05：自画像 meets あそび ゆう
Drums：佐野康夫
Bass：種子田健
Guitar：八橋義幸
Acoustic Piano：島田昌典
Strings：室屋光一郎ストリングス
06：運命ちゃん
Programming&All Other Instruments：KOHD
Bass：Park
Trumpet：湯本淳希・真砂陽地・具志堅創
Tenor Sax：アンディ・ウルフ
07：あの日のこと meets 蓮見翔
Drums：So Kanno（BREIMEN）
Bass：Marty Holoubek
Guitar：高木大丈夫
Acoustic Piano：佐藤浩一
Strings：中島優紀ストリングス
Violin：中島優紀・山本大将・森本安弘・東山加奈子・亀井友莉・佐藤瞳子・吉田篤貴・沖増菜摘・加藤光貴・西原史織
Viola：村田泰子・三品芽生・河村泉
Cello：内田麒麟・関口将史・古川淑恵
08：夕焼けが生まれる街 meets ハンバート ハンバート
Drums：則竹裕之
Bass：萩原基文
Acoustic Guitar,Electric Guitar,Piano,Hammond Organ,Banjo,Fiddle&Backing Vocals：佐藤良成
Backing Vocals：佐野遊穂
09：青のなかで
Drums：伊吹文裕
Bass：林あぐり
Guitar：真壁陽平・qurosawa
Strings：中島優紀ストリングス
Violin：中島優紀・梶谷裕子
Viola：島岡智子
Cello：西方正輝
Trumpet：真砂陽地
Tenor Sex：堂地誠人
Trombone：鹿討奏
Acoustic Piano&All Other Instruments：松本ジュン
10：Challenger
Drums：坂田学
Bass：スティング宮本
Guitar：藤井謙二
Strings：美央ストリングス
Violin：美央・伊能修・入江茜
Viola：菊池幹代
Trumpet：村上基・中野勇介
Trombone：鹿討奏
Tenor Sax：武嶋聡
Programming&All Other Instruments：立崎優介（Q.,Ltd）・田中ユウスケ
11：うきうきぱんだ meets fox capture plan
Keyboards：岸本亮
Bass：カワイヒデヒロ
Drums：井上司
Guitar：佐々木コジロー貴之
Percussion：坂井Lambsy秀彰
Trumpet：ルイス・バジェ・竹内悠馬
Trombone：須山ヨシオ
Alto Sax：近藤淳也
Tenor Sax：森下歩哉
12：遠くへいけるよ meets 松下奈緒
Acoustic Piano：松下奈緒
Drums：玉田豊夢
Bass：安達貴史
Guitar：林部直樹
Percussion：坂井Lambsy秀彰
Strings：室屋光一郎ストリングス
Violin：室屋光一郎・村田晃歌・小寺里奈・浮村恵梨子
Viola：島岡智子・馬渕昌子
Cello：堀沢真己・水野由紀
Hammond Organ&All Other Instruments：本間昭光
13：コイスルオトメ - From THE FIRST TAKE
Acoustic Piano,Guitar：水野良樹
Keyboards：本間昭光
Drums：玉田豊夢
Bass：安達貴史
Guitar：林部直樹
Manipulator：花井諒
14：気まぐれロマンティック - From THE FIRST TAKE
Acoustic Piano：水野良樹
Percussion：朝倉真司
Strings：室屋光一郎ストリングス
Violin：室屋光一郎・上里はな子
Viola：島岡智子
Cello：水野由紀
『彩り』 Chorus
- 東京農業大学農友会混声合唱部HallenChor
  - 平井裕大、奥村美希、吉田彩乃、吉田幹史、石田直禎、藤井雪乃、石田優季、田渕日菜、吉田亮登
- 成城大学合唱団
  - 工藤穂、小谷夏凜、小林雪乃、野口美咲、斉藤安美、松尾実夏、大塚真人、吉田未来仁、福井ゆら、田邉凱大、森達駿、瀬戸裕隆
- 専修大学混声合唱団カッパコーラス部
  - 池田心優、岡出海、坂本裕亮、嶋崎文乃、都筑愛梨、富田雄登、水野駿、宮崎成摩、村松真衣、矢野遥南、吉田智美
- 玉川大学合唱団
  - 清野日那、青柳七海、末永夢、伊藤里紗、山下万由良、中尾希実、岩渕舞紘、熊城裕翔、持田貴大、氏家光彦
- 玉川大学mosaic
  - 鈴木沙弥音、石井愛賀、庄司渉夢、米内口翼、尾城百香、袴田葉月、赤羽根幸太、大友瑠菜、大極陽介